# Jüdischer Friedhof (Horní Cerekev)
Koordinaten: 49° 19′ 37,3″ N, 15° 18′ 40″ O

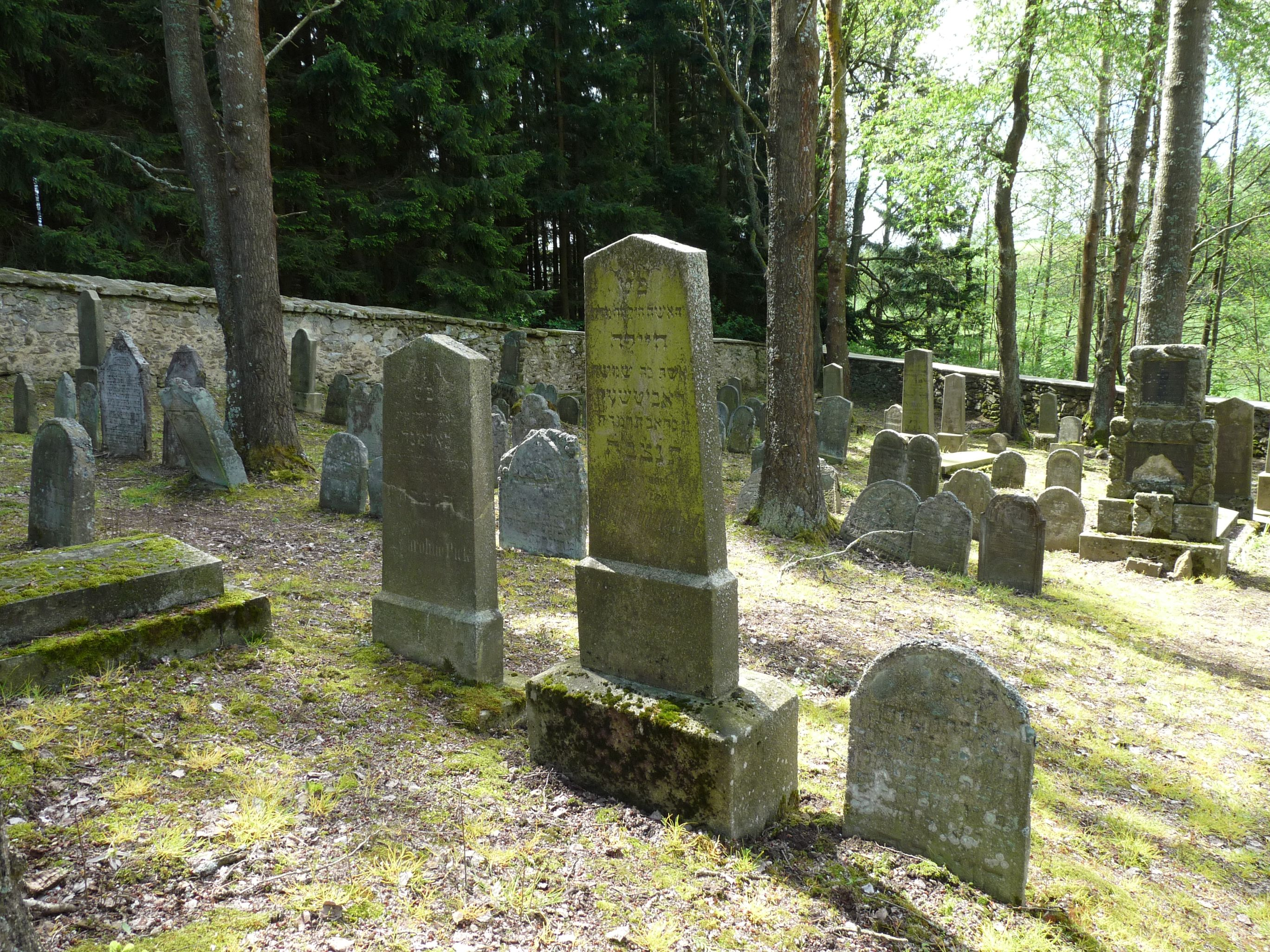
Jüdischer Friedhof in Horní Cerekev

Der Jüdische Friedhof in Horní Cerekev (deutsch Oberzerekwe), einer Stadt im Okres Pelhřimov in Tschechien, wurde im 17. Jahrhundert angelegt. 
Der jüdische Friedhof südlich des Ortes ist seit 1988 ein geschütztes Kulturdenkmal.
Auf dem Friedhof befinden sich noch circa 180 Grabsteine. 